# هاريسون بارك
هاريسون بارك (بالإنجليزية: Harrison Park)‏ هو ملعب كرة قدم في ليك بإنجلترا، يتسع الملعب إلى 3600 متفرج.